# Schron przeciwlotniczy w Dénii

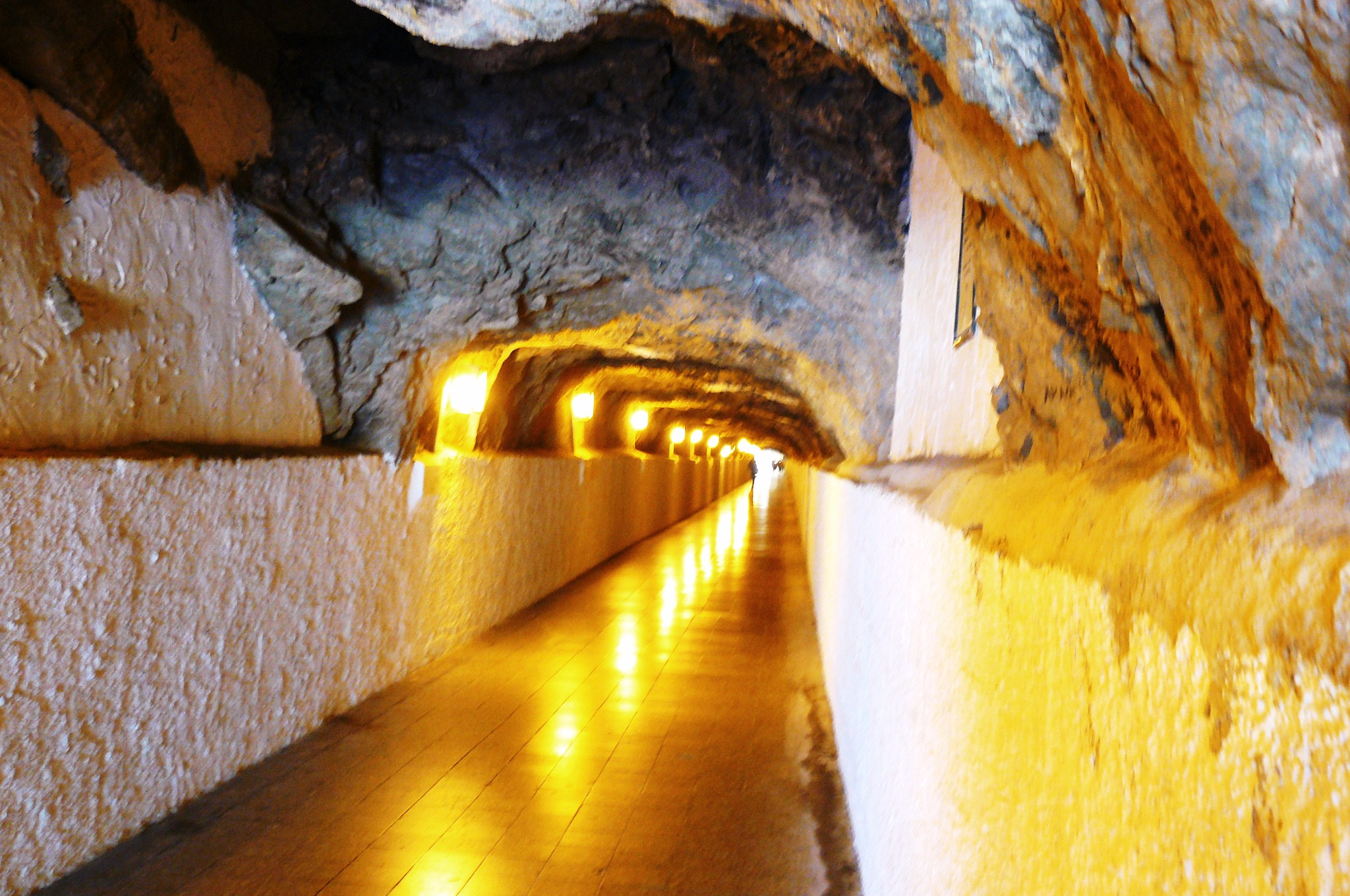
Wnętrze schronu

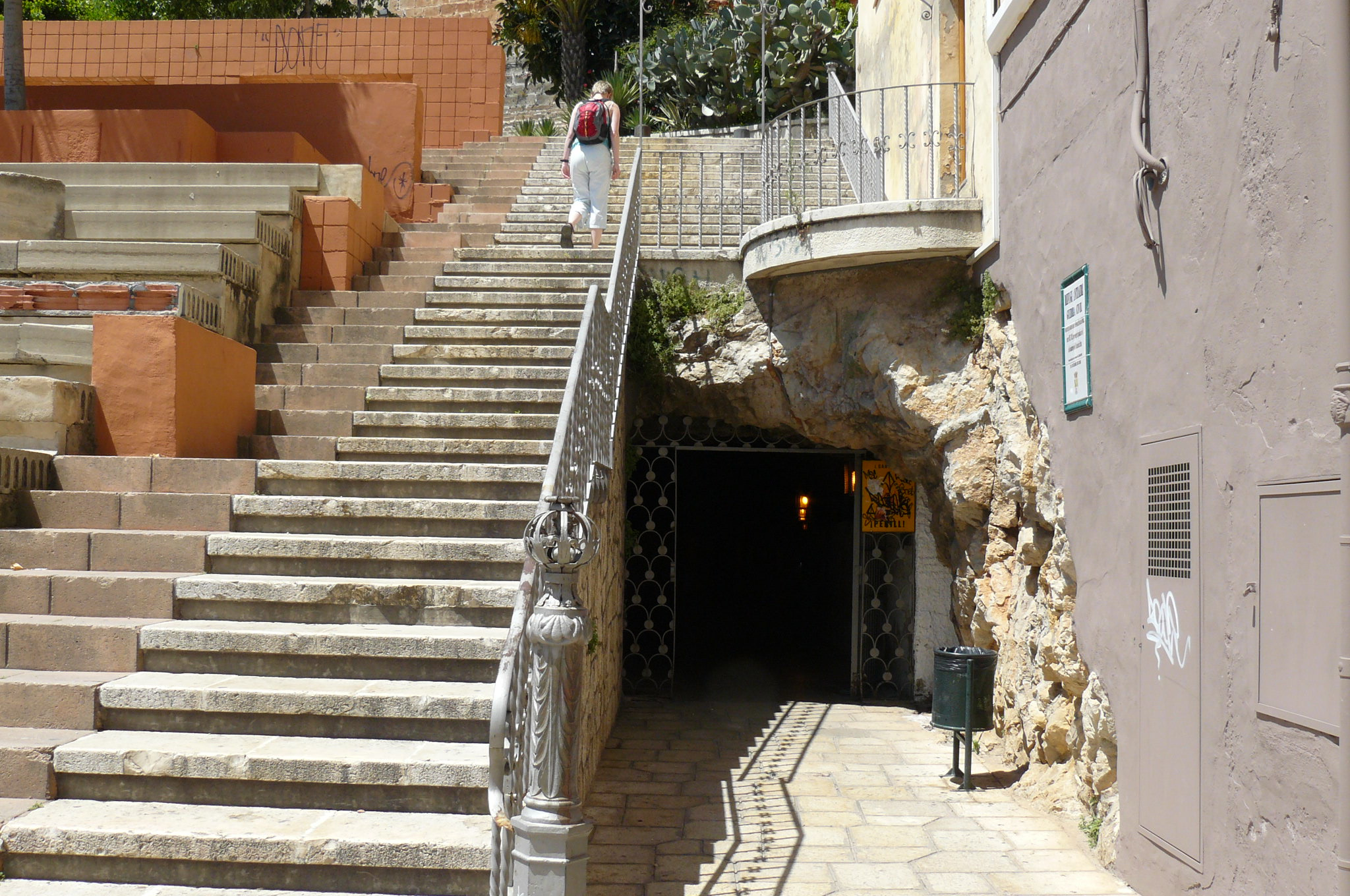
Wejście od strony centrum miasta

Schron przeciwlotniczy w Dénii (hiszp. Refugi Antiaeri Guerra Civil) – schron przeciwlotniczy wybudowany w latach 1937–1938 przez obronę cywilną miasta Dénia dla zabezpieczenia mieszkańców miejscowości przed bombardowaniami lotniczymi podczas wojny domowej w Hiszpanii. Stanowi Pamiątkę Historyczną Wojny Domowej.
Schron ma postać 200-metrowego chodnika, wykutego w poprzek skał wzgórza, na którym stoi zamek w Dénii. Zaprojektowany został przez inżyniera J.P. Alcaraza Pavíę. Pojemność obiektu to około 1000 m³. W roku 2007 (na 70-lecie budowy) został wyremontowany i udostępniony, jako przejście dla pieszych, znacząco skracające drogę z centrum miasta do dzielnic zachodnich. Umieszczono także stosowne tablice z płytek ceramicznych, informujące o historii budowli.